# Томпкінс (округ, Нью-Йорк)
Шаблон:StateAbbr_ 42°27′ пн. ш. 76°28′ зх. д. / 42.45° пн. ш. 76.47° зх. д.
Округ  Томпкінс (англ. Tompkins County) — округ (графство) у штаті Нью-Йорк, США. Ідентифікатор округу 36109.

## Історія
Округ утворений 1817 року.

## Демографія
За даними перепису 
2000 року 
загальне населення округу становило 96501 осіб, зокрема міського населення було 56360, а сільського — 40141.
Серед мешканців округу чоловіків було 47667, а жінок — 48834. В окрузі було 36420 домогосподарств, 19120 родин, які мешкали в 38625 будинках.
Середній розмір родини становив 2,93.
Віковий розподіл населення поданий у таблиці:
| Стать    | До 15 років | 15-21 | 22-29 | 30-39 | 40-49 | 50-65 | 65-85 | Понад 85 |
| -------- | ----------- | ----- | ----- | ----- | ----- | ----- | ----- | -------- |
| Чоловіки | 7631        | 11237 | 6994  | 6007  | 6055  | 6012  | 3418  | 313      |
| Жінки    | 7074        | 10961 | 6304  | 6136  | 6583  | 6250  | 4587  | 939      |

## Суміжні округи
- Каюга — північ
- Кортленд — схід
- Тайога — південь
- Чеманг — південний захід
- Скайлер — захід
- Сенека — північний захід

## Виноски
1. ↑  U.S. Decennial Census. United States Census Bureau. Архів оригіналу за 12 травня 2015. Процитовано 8 січня 2015.
2. ↑  Historical Census Browser. University of Virginia Library. Архів оригіналу за 11 серпня 2012. Процитовано 8 січня 2015.
3. ↑  Population of Counties by Decennial Census: 1900 to 1990. United States Census Bureau. Архів оригіналу за 19 лютого 2015. Процитовано 8 січня 2015.
4. ↑  Census 2000 PHC-T-4. Ranking Tables for Counties: 1990 and 2000 (PDF). United States Census Bureau. Архів оригіналу (PDF) за 18 грудня 2014. Процитовано 8 січня 2015.
5. ↑  State & County QuickFacts. United States Census Bureau. Архів оригіналу за 26 квітня 2015. Процитовано 13 жовтня 2013. [Архівовано 2011-06-06 у Wayback Machine.](англ.) Наведено за англійською вікіпедією.
6. ↑  American FactFinder. Бюро перепису населення США. Архів оригіналу за 26 лютого 2012. Процитовано 31 січня 2008. [Архівовано 2008-05-21 у Wayback Machine.]

| США | Це незавершена стаття з географії США. Ви можете допомогти проєкту, виправивши або дописавши її. |